# Arthur Ahnger
Arthur Ahnger (* 28. Februar 1886 in Raseborg; † 7. Dezember 1940 in Helsinki) war ein finnischer Segler.

## Erfolge
Arthur Ahnger, der Mitglied von Nyländska Jaktklubben war, nahm an den  Olympischen Spielen 1912 in Stockholm in der 8-Meter-Klasse als Crewmitglied der Lucky Girl teil. Bei der in Nynäshamn stattfindenden Regatta gelang dem finnischen Boot ebenso wie der schwedischen Sans Atout in insgesamt zwei Wettfahrten jeweils ein zweiter Platz, sodass es zum Stechen zwischen diesen beiden Booten kam, in dem sich die Sans Atout durchsetzte. Damit erhielt Ahnger neben den übrigen Crewmitgliedern Georg Westling, Emil Lindh und Gunnar Tallberg die Bronzemedaille. Skipper war Gunnar Tallbergs Bruder Bertil Tallberg.